# Angel (Manga)
Angel (jap. 天使, Tenshi, dt. „Engel“) ist ein Manga von Erika Sakurazawa. Das Werk umfasst etwa 220 Seiten, wurde in mehrere Sprachen übersetzt und lässt sich den Genres Josei, Drama und Romantik zuordnen.

## Inhalt
Ein Engelsmädchen kann nur von wenigen Menschen gesehen werden, deren Leben sie zum Besseren verändert. Eines Tages trifft der einsame Angestellte Kato in einer Bar in Tokio den Engel. Als der Engel ihn küsst, wachsen ihm für kurze Zeit ebenfalls Flügel auf dem Kopf. Nachdem er dem Engel oft einen Gimlet zu trinken gibt, bleibt der Engel schließlich für einige Zeit bei Kato und lebt mit ihm in seiner Wohnung. Der stumme, meist lächelnde Engel reißt allerdings oft aus, um anderen Menschen in schweren Lebensphasen beizustehen und ihnen neuen Lebenswillen zu geben, so etwa der depressiven, 14-jährigen Mizuho und dem kleinen Mädchen Chi, das von seiner Mutter Katsumi, einer Alkoholikerin, vernachlässigt wird.

## Veröffentlichungen
Der Manga erschien in Japan von 1997 bis 1999 in unregelmäßigen Abständen im Manga-Magazin Feel Young, für das Sakurazawa Stammzeichnerin ist. Der Verlag Shōdensha brachte die im Magazin vorher veröffentlichten Einzelkapitel im Dezember 1999 auch als Sammelband heraus. 2006 erschien beim selben Verlag ein zweiter Band.
Der erste Band erschien in Südkorea, auf Englisch bei Tokyopop und auf Französisch bei Kana. Eine deutsche Fassung wurde im Februar 2005 (ISBN 3-86580-222-2) von Tokyopop veröffentlicht. Die Übersetzung wurde von Dorothea Überall angefertigt.

## Rezeption
Das Echo der Kritiker war geteilt, wobei die Charaktere aber oft gelobt wurden. Jason Thompson äußerte sich in seinem Buch Manga. The Complete Guide etwa kritisch; er sei „selbst für Sakurazawas Verhältnisse mäßig“, die Charakterskizzen seien „interessant, aber [...] es fehlt ihnen an einer Richtung oder an einer Lösung.“
Sabine Rudert lobte hingegen in der AnimaniA, Sakurazawas „gnadenlos ehrliche“ Geschichten, die im Vergleich zu dem früher entstandenen Werk Between the Sheets „reifer, die Dialoge interessanter und die Darstellung der Charaktere gefühlvoller“ seien. Die Geschichte sei, trotz des Engels als fantastischem Element, durchaus glaubwürdig.

## Fortsetzungen
Der Engel ist auch das Leitmotiv in drei weiteren Werken Sakurazawas, die als Fortsetzungen von Angel gesehen werden können: in Angel Nest (天使の巣, Tenshi no Su), das 2001 erschien, in Angel Town (天使の棲む街, Tenshi no Sumu Machi) aus dem Jahr 2005 und in Tenshi II (天使II) von 2006. Erstere beide sind auf Deutsch bei Tokyopop erschienen.

## Verfilmung
Am 14. Januar 2006 kam der Realfilm Tenshi in die japanischen Kinos, der auf dem Manga basiert. 